# Бертіоло
Бертіоло (італ. Bertiolo) — муніципалітет в Італії, у регіоні Фріулі-Венеція-Джулія,  провінція Удіне.
Бертіоло розташоване на відстані близько 460 км на північ від Рима, 70 км на північний захід від Трієста, 20 км на південний захід від Удіне.
Населення — 2515 осіб (2014).
Щорічний фестиваль відбувається 11 листопада. Покровитель — Martino di Tours.

## Демографія
Населення за роками:

Станом на 1 січня 2023 року в муніципалітеті офіційно проживало 129 іноземців з 21 країни, серед них 77 громадян країн Євросоюзу та 6 громадян України.

## Сусідні муніципалітети
- Кодроїпо
- Лестіцца
- Ривіньяно-Теор
- Тальмассонс
- Вармо